# 田中商事
田中商事株式会社（たなかしょうじ）は、東京都品川区に本社を持つ、電気材料および電気器具の卸売を行う企業。

## 概要
日本国内に54の営業所を持ち、照明器具、電線やケーブル、分電盤、家電などの卸販売を行っている企業である。

## 沿革
- 1950年10月 - 田中商店創業。
- 1962年12月 - 田中商事株式会社に組織変更。
- 1999年11月 - 株式を店頭公開。
- 2003年 2月 - 東京証券取引所2部に上場。
- 2004年 3月 - 東京証券取引所1部へ指定替え。

コンプライアンス（法令順守）
- 「顧客へのサービスの充実」や「従業員の待遇充実」を掲げて、従業員に対し労働基準監督署への「内部告発」を推奨している。